# Viry (Jura)
 Viry  es una población y comuna francesa, situada en la región del Franco Condado, departamento de Jura, en el distrito de Saint-Claude y cantón de Les Bouchoux.

## Demografía
| 545 | 507 | 536 | 654 | 788 | 827 |
| Para los censos de 1962 a 1999 la población legal corresponde a la población sin duplicidades (Fuente: INSEE [Consultar]) |     |     |     |     |     |